# Janusz Jędrzejewicz
Janusz Jędrzejewicz (Spiczyńce, 21 giugno 1885 – Londra, 16 marzo 1951) è stato un politico polacco, primo ministro della Polonia dal 10 maggio 1933 al 13 maggio 1934.

## Biografia
Aderì nel 1904 al partito socialista polacco di Józef Piłsudski e dopo lo scoppio della prima guerra mondiale combatté nelle Legioni polacche. Nel 1928 entrò nel Sejm (la Camera bassa del Parlamento polacco) e divenne poi senatore. Dal 1930 al 1935 fu vicepresidente del partito Bezpartyjny Blok Współpracy z Rządem. Dal 1931 al 1934 ricoprì la carica di ministro dell'Educazione e fu artefice di una riforma del sistema scolastico che prese il suo nome. Dopo la morte di Piłsudski nel 1935 si ritirò dalla vita politica. Dopo l'invasione sovietica nel 1939 fuggì prima in Romania e poi a Londra.
Fu il secondo marito di Cezaria Anna Baudouin de Courtenay Ehrenkreutz-Jędrzejewiczowa.